# Милко Тарабанов
Милко Янев Тарабанов е български политик от БКП.

## Биография
Роден е на 29 януари 1905 г. в град Харманли. От 1920 г. е член на БКМС, а от 1924 г. и на БКП. Между 1924 и 1926 г. е интерниран за противодържавна дейност. През 1926 г. емигрира във Франция, където става член на Френската комунистическа партия. Завръща се в България през 1935 г. и става секретар на ЦК на Помощната организация на БКП (тесни социалисти). Между 1937 и 1943 г. лежи в затвора за противодържавна дейност. Завършва с отличие университета в Нанси и се специализира в електроинженерството. От 1946 до 1958 г. е първи заместник-министър на електрификацията. Бил е пълномощен министър на България в Рим и постоянен представител на България в ООН. Народен представител в 5 – VII НС и подпредседател на VI и VII НС (1971 – 1979). Членува в ЦК на БКП от 1971 г.
Умира на 24 август 1979 г. в град София Обявен е за Герой на социалистическия труд.